# Arthur Långfors
Arthur Isak Edvard Långfors, född 12 januari 1881 i Raumo, död 20 oktober 1959 i Helsingfors, var en finländsk filolog. 
Efter att ha blivit student 1898 blev Långfors filosofie licentiat 1907 och docent i romansk filologi vid Helsingfors universitet 1908. Han vistades från 1912 huvudsakligen i Paris, sysselsatt med textkritiska editioner och kommenteringar av gamla franska manuskript (bland annat Huon le Roi de Cambrais verk). Han erhöll två gånger pris av Académie des inscriptions et belles-lettres. Åren 1914–16 åtnjöt han Rosenbergskt stipendium för biblioteksstudier även i London och Madrid. Han var från 1919 sekreterare vid Finlands beskickning i Paris. År 1929 efterträdde han Axel Wallensköld som ordinarie professor i romansk filologi. Han var rektor för Helsingfors universitet 1945–50. Han blev emeritus 1951.